# Joseph Boishu
Joseph Louis Jean Boishu (* 8. März 1939 in La Guerche-de-Bretagne, Département Ille-et-Vilaine, Frankreich) ist ein französischer Geistlicher und emeritierter Weihbischof in Reims. 

## Leben
Joseph Louis Jean Boishu empfing ihn am 1. Mai 1966 zum Priesterweihe.
Papst Johannes Paul II. ernannte ihn am 21. Januar 2003 zum Titularbischof von Gauriana und zum Weihbischof in Reims. Die Bischofsweihe spendete ihm der Erzbischof von Reims, Thierry Romain Camille Jordan, am 27. April desselben Jahres; Mitkonsekratoren waren François Saint-Macary, Erzbischof von Rennes-Dol-Saint-Malo, und Michel Léon Émile Santier, Bischof von Luçon. 
Am 30. August 2012 nahm Papst Benedikt XVI. sein aus gesundheitlichen Gründen vorgebrachtes Rücktrittsgesuch an.